# Zastava M76
O Zastava M76 é um fuzil de atirador designado semiautomático militar desenvolvido e fabricado pela Zastava Arms.

## História
A Zastava Arms Company lançou o M76 em meados da década de 1970. Desde então, tornou-se o fuzil de atirador designado padrão no Exército Sérvio e em seu antecessor, o Exército Popular Iugoslavo. Ele foi projetado para cumprir a mesma função do Dragunov SVD soviético, que era fornecer uma capacidade de atirador designado ao pelotão de infantaria. Durante a Guerra Civil Iugoslava da década de 1990, foi usado por vários lados; esteve em ação na Croácia, Bósnia, Macedônia do Norte e Kosovo. No serviço sérvio, o M76 está sendo substituído pelo Zastava M91. O Zastava M91 usa o cartucho 7,62×54mmR que está substituindo o cartucho 7,92×57mm Mauser (M49/M75) no serviço sérvio.

## Projeto
O M76 é similar em conceito ao fuzil de atirador designado russo Dragunov SVD; um fuzil semiautomático que usa um cartucho de alta energia e alimentado por um carregador de 10 cartuchos. No entanto, o M76 está mais próximo do projeto do AK-47/RPK e do Zastava M70 (derivado do AK não licenciado da Zastava) do que do Dragunov SVD, semelhante ao PSL romeno. Sendo derivado do projeto do AK, é simples e confiável e, como outros derivados do AK Zastava, é de fabricação de alta qualidade. A precisão é tipicamente em torno de 1,5 MOA, o que é bom para um projeto Kalashnikov e totalmente aceitável para a função de atirador designado.

## Variantes
A Zastava Arms oferece atualmente uma variante civil em .308 Winchester chamada LKP M76, que eles designam como um fuzil esportivo semiautomático. A Assault Weapons of Ohio constrói variantes do M76 com câmara para .30-06 Springfield e 8mm.

## Operadores
- Iraque: Importado das antigas repúblicas iugoslavas em 2005.
- Myanmar: Cópia produzida como MAS-1 MK-I.
- Coreia do Norte: Fabricado localmente como Jeogyeok-Bochong.[5]
- Macedônia do Norte[6]
- Ruanda[7]
- Arábia Saudita[8]
- Sérvia:[6][9] Sendo totalmente substituído pelo Zastava M91

### Ex-operadores
- Croácia:[6] Descontinuado e substituído pelo Sako TRG e Remington M40A5.
- Iugoslávia